# 李国綸

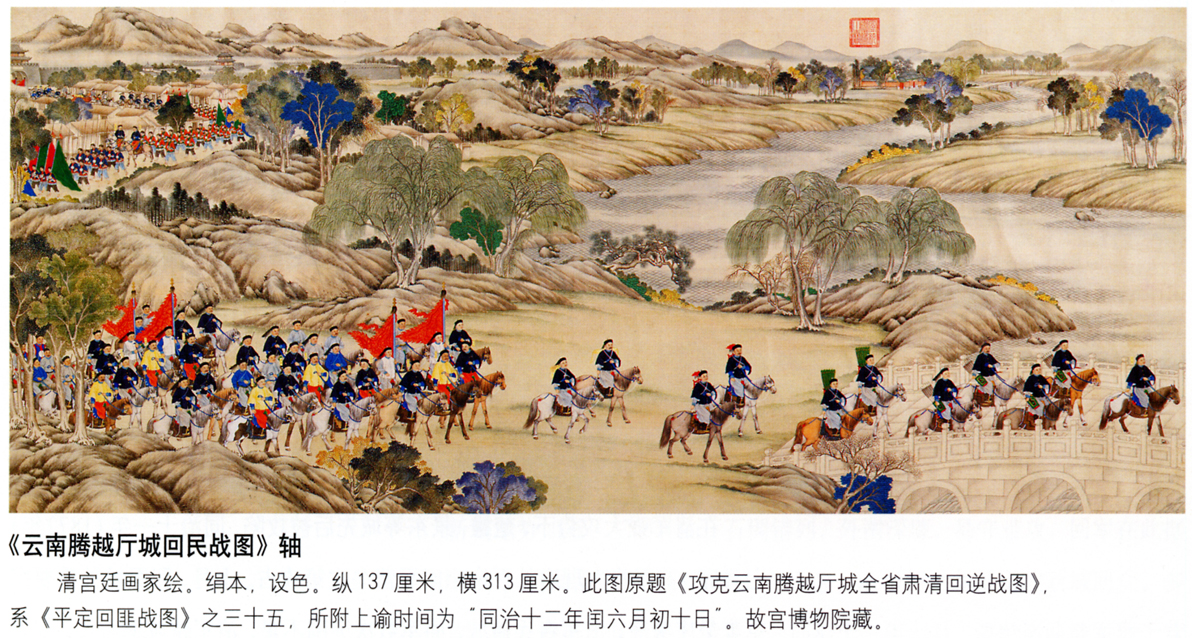
騰越の戦い

李 国綸（り こくりん、Li Guolun、? - 1874年）は、清末のパンゼーの乱の指導者の一人。字は金章。
雲南省施甸出身。雲南省西部の回民蜂起に加わり、指導者の杜文秀から大司空の地位を与えられた。1856年からコンバウン朝ビルマとの国境の騰越の守備にあたる。騰越では軍紀を厳正にして、賦役を減らし、善政をしいた。1867年、杜文秀軍が本拠地の大理から昆明に遠征することになると、従軍を申し出たが、騰越が要地であるため許されなかった。1872年に大理が陥落すると、雲南巡撫岑毓英は騰越にも軍を派遣したが、2年の間持ちこたえた。しかし1874年に騰越は陥落し、逃走中に暗殺された。